# جاك لونش
جاك لونش (بالإنجليزية: Jack Lynch)‏ (22 يونيو 1995 بإنجلترا في المملكة المتحدة - ) هو لاعب كرة قدم بريطاني في مركز الوسط. لعب مع نادي كارلايل يونايتد ونادي تشورلي.

## وصلات خارجية
- جاك لونش على موقع قاعدة بيانات كرة القدم.إي يو (الإنجليزية)
- جاك لونش على موقع Soccerbase.com (لاعب) (الإنجليزية)
- جاك لونش على موقع Soccerway.com (الإنجليزية)